# Nixe flowersi
Nixe flowersi is een haft uit de familie Heptageniidae. De wetenschappelijke naam van de soort is voor het eerst geldig gepubliceerd in 1982 door McCafferty.
De soort komt voor in het Nearctisch gebied.